# Katie Thorlakson
Katie Marie Thorlakson (* 14. Januar 1985 in New Westminster, British Columbia) ist eine ehemalige kanadische Fußballspielerin.

## Karriere

### Vereine
Während ihres Studiums an der University of Notre Dame lief Thorlakson für das dortige Hochschulteam der Notre Dame Fighting Irish auf und spielte parallel dazu sporadisch für den W-League-Teilnehmer Vancouver Whitecaps Women, mit dem sie in den Jahren 2004 und 2006 (ohne Einsatz) die Meisterschaft feiern konnte. Im Frühjahr 2009 kehrte sie nach zwei Jahren Pause als Stammspielerin zu den Whitecaps zurück und wechselte später für eine Spielzeit zum australischen Erstligisten Melbourne Victory. Danach kehrte Thorlakson nach Kanada zurück und ließ ihre Karriere beim unterklassigen Surrey United SC ausklingen, wo sie im Anschluss als Jugendtrainerin arbeitete.

### Nationalmannschaft
Thorlakson war Teil mehrerer kanadischer Nachwuchsnationalmannschaften und nahm unter anderem an der U-19-Weltmeisterschaft 2002 teil. Am 30. Juli 2004 debütierte sie bei einem Freundschaftsspiel gegen Japan in der Kanadischen Nationalmannschaft und war später Teil des Aufgebots bei der Weltmeisterschaft 2007. Dort kam Thorlakson lediglich im Vorrundenspiel gegen Ghana zum Einsatz, was zugleich ihr letztes Spiel in der Nationalmannschaft war.

## Erfolge
- 2004, 2006: Meisterschaft in der W-League (Vancouver Whitecaps Women)